# Trégomeur
Trégomeur [tʁegɔmœʁ] est une commune française située dans le département des Côtes-d'Armor, en région Bretagne.
Trégomeur appartient au pays historique du Goëlo.

## Géographie
|       | Lantic    |        |
|       | Trégomeur | Pordic |
| Plélo |           |        |

### Hydrographie
Pour un article plus général, voir Réseau hydrographique des Côtes-d'Armor.
La commune est située dans le bassin Loire-Bretagne. Elle est drainée par l'Ic et divers autres petits cours d'eau,.
L'Ic, d'une longueur de 17 km, prend sa source dans la commune de Plouvara et se jette  dans la Manche à Binic-Étables-sur-Mer, après avoir traversé sept communes.  Les caractéristiques hydrologiques de l'Ic sont données par la station hydrologique située sur la commune de Binic-Étables-sur-Mer. Le débit moyen mensuel est de 0,605 m3/s. Le débit moyen journalier maximum est de 9,19 m3/s, atteint lors de la crue du 3 octobre 2020. Le débit instantané maximal est quant à lui de 17 m3/s, atteint le même jour.

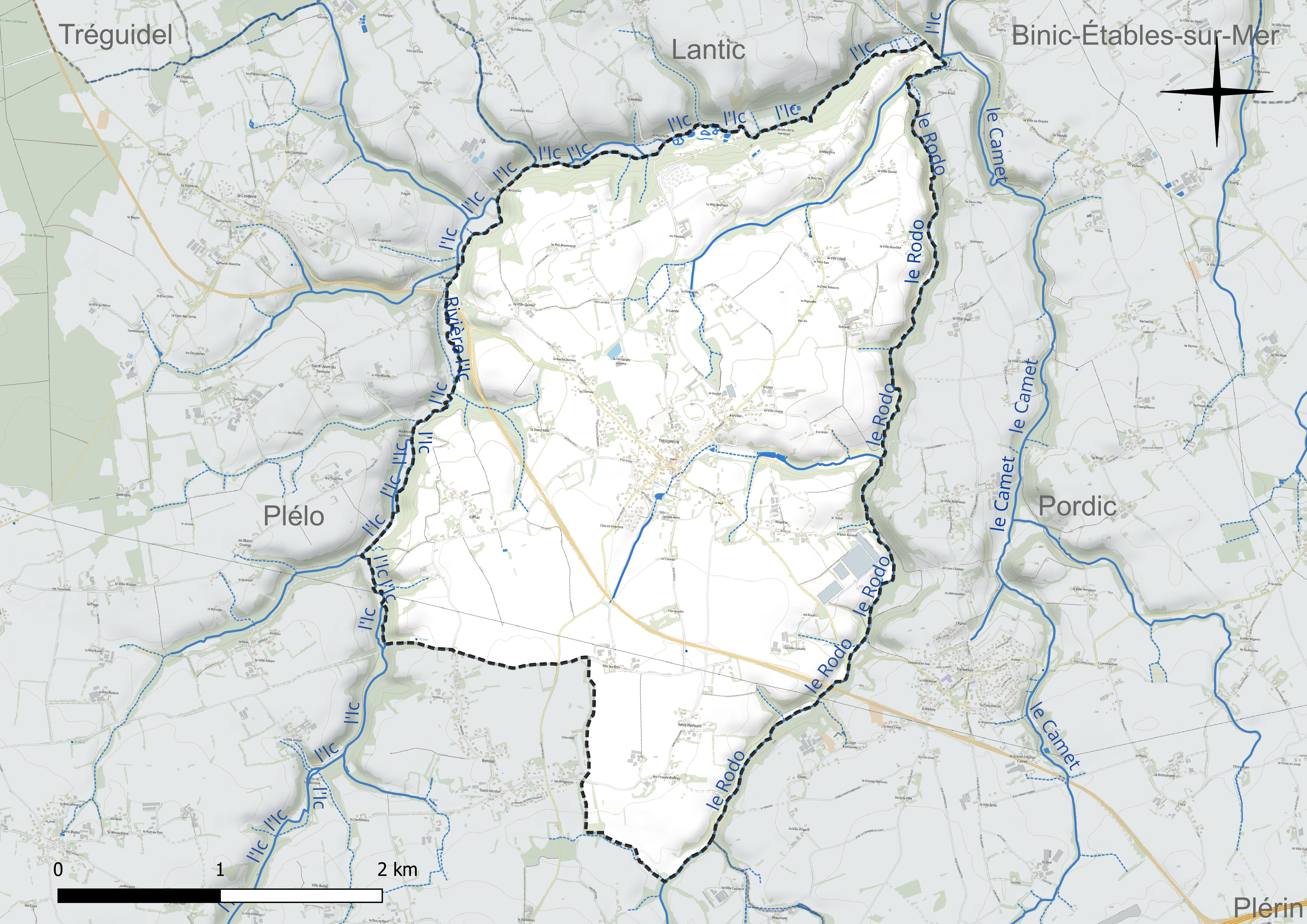
Réseau hydrographique de Trégomeur.

### Climat
Pour des articles plus généraux, voir Climat de la Bretagne et Climat des Côtes-d'Armor.
En 2010, le climat de la commune est de type climat océanique franc, selon une étude du CNRS s'appuyant sur une série de données couvrant la période 1971-2000. En 2020, Météo-France publie une typologie des climats de la France métropolitaine dans laquelle la commune est exposée à un climat océanique et est dans la région climatique  Finistère nord, caractérisée par une pluviométrie élevée, des températures douces en hiver (6 °C), fraîches en été et des vents forts. Parallèlement l'observatoire de l'environnement en Bretagne publie en 2020 un zonage climatique de la région Bretagne, s'appuyant sur des données de Météo-France de 2009. La commune est, selon ce zonage, dans la zone « Intérieur  », exposée à un climat médian, à dominante océanique.  
Pour la période 1971-2000, la température annuelle moyenne est de 11,2 °C, avec  une amplitude thermique annuelle de 10,6 °C. Le cumul annuel moyen de précipitations est de 774 mm, avec 12,9 jours de précipitations en janvier et 6,7 jours en juillet. Pour la période 1991-2020, la température moyenne annuelle observée sur la station météorologique la plus proche, située sur la commune de Trémuson à 5 km à vol d'oiseau, est de 11,4 °C et le cumul annuel moyen de précipitations est de 757,3 mm,. Pour l'avenir, les paramètres climatiques de la commune estimés pour 2050 selon différents scénarios d’émission de gaz à effet de serre sont consultables sur un site dédié publié par Météo-France en novembre 2022.

## Urbanisme

### Typologie
Au 1er janvier 2024, Trégomeur est catégorisée commune rurale à habitat dispersé, selon la nouvelle grille communale de densité à 7 niveaux définie par l'Insee en 2022.
Elle est située hors unité urbaine. Par ailleurs la commune fait partie de l'aire d'attraction de Saint-Brieuc, dont elle est une commune de la couronne,. Cette aire, qui regroupe 51 communes, est catégorisée dans les aires de 200 000 à moins de 700 000 habitants,.

### Occupation des sols
L'occupation des sols de la commune, telle qu'elle ressort de la base de données européenne d’occupation biophysique des sols Corine Land Cover (CLC), est marquée par l'importance des territoires agricoles (83,5 % en 2018), en diminution par rapport à 1990 (85,9 %). La répartition détaillée en 2018 est la suivante : 
terres arables (65 %), zones agricoles hétérogènes (15,4 %), forêts (10,9 %), zones urbanisées (5,6 %), prairies (3,1 %). L'évolution de l’occupation des sols de la commune et de ses infrastructures peut être observée sur les différentes représentations cartographiques du territoire : la carte de Cassini (XVIIIe siècle), la carte d'état-major (1820-1866) et les cartes ou photos aériennes de l'IGN pour la période actuelle (1950 à aujourd'hui).

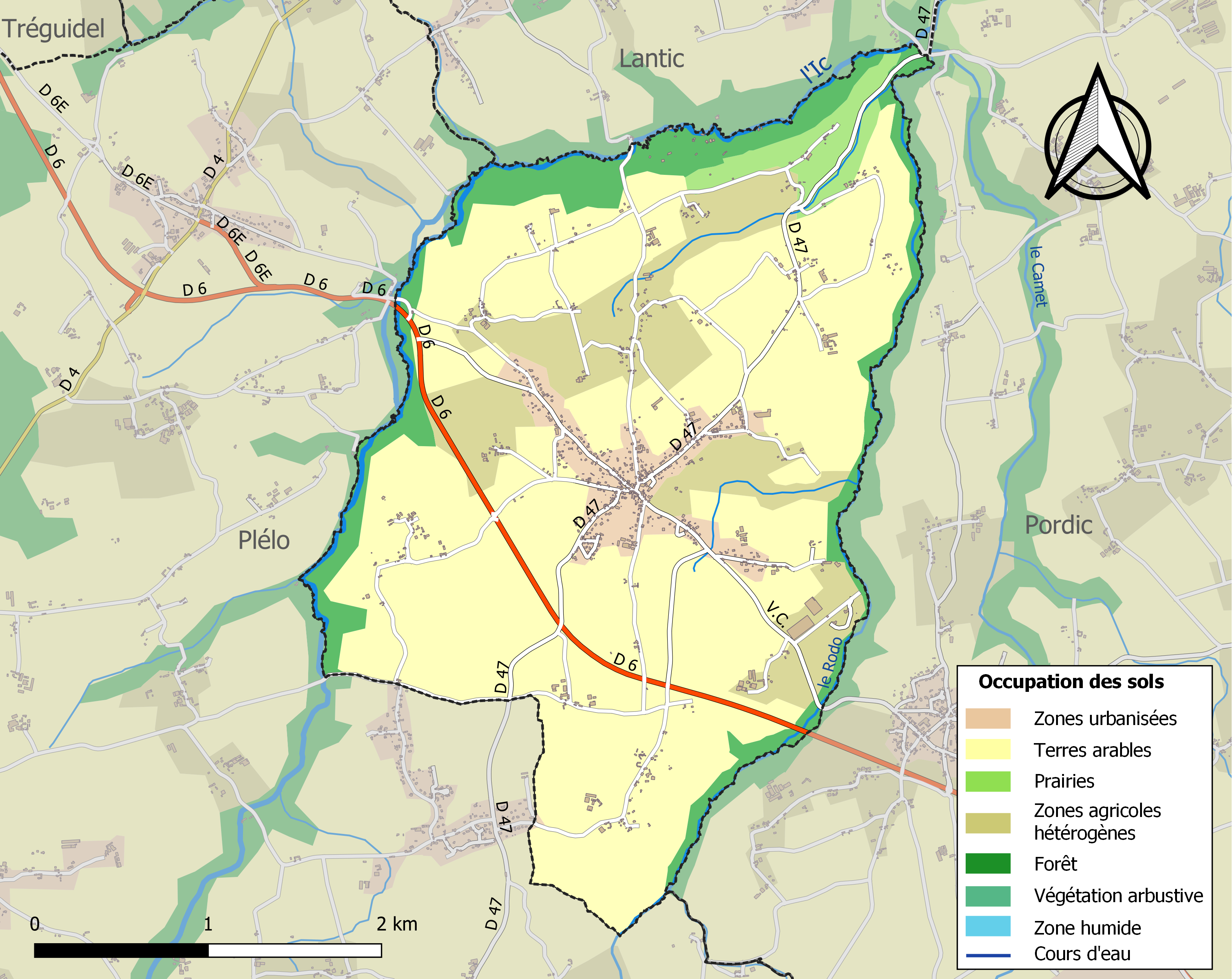
Carte des infrastructures et de l'occupation des sols de la commune en 2018 (CLC).

## Toponymie
Le nom de la localité est attesté sous les formes ecclesia de Tregomoer en 1235, Tregommeur vers 1330, Tregomeur en 1420, Tregommeur en 1427, Tregomer en 1428, Tregomeur en 1480, Tregonmeur en 1490 et en 1543, Tregoumeur en 1536 et en 1569, Tregomeur en 1543, Tregoumeur et Tregonmeur en 1612, Trégonmeur en 1670, Trégomeur dès 1721.
Son nom vient de l'ancien breton trev signifiant village et de Saint-Conveur (Conmor).
Attesté en breton sous les formes Tregomeur et Tregoñmeur.

## Histoire

### Le Moyen Âge
Sous l'Ancien Régime, Trégomeur était une paroisse appartenant à l'évêché de Saint-Brieuc et au comté du Goëlo.

### LeXXesiècle

#### Les guerres duXXesiècle
Le monument aux morts porte les noms des 56 soldats morts pour la Patrie :
- 47 sont morts durant la Première Guerre mondiale ;
- 8 sont morts durant la Seconde Guerre mondiale ;
- 1 soldat est mort hors conflit.

Marcel Berthelot, né à Trégomeur en 1923, rejoint le maquis de Pont-Melvez au début de 1944.
Alors que son groupe vient d'exécuter des sabotages sur les lignes téléphoniques, il est arrêté sur dénonciation en même temps que ses camarades le 27 juin 1944. Incarcéré à la maison d'arrêt de Guingamp, il subit d'affreuses tortures.
Jugé et condamné à la peine de mort pour attentats et attaques à main armée contre l'occupant, il est fusillé le 3 juillet 1944 au camp de Servel (Côtes-du-Nord). Il avait 21 ans.

## Héraldique
| Blason de Trégomeur | Blason  | Écartelé : au premier d'argent aux trois haches d'armes de sable, celle de senestre contournée, au deuxième d'azur aux sept macles d'argent ordonnées 3, 3 et 1, au franc-canton du même fretté de gueules, au troisième d'or à la fasce d'azur surmontée d'une merlette du même, au quatrième de gueules à la croix d'argent cantonnée de quatre merlettes du même. |
| Blason de Trégomeur | Détails | Le statut officiel du blason reste à déterminer. |

## Politique et administration
| Période                                  | Période   | Identité            | Étiquette | Qualité                                                                                          |
| ---------------------------------------- | --------- | ------------------- | --------- | ------------------------------------------------------------------------------------------------ |
| Les données manquantes sont à compléter. |           |                     |           |                                                                                                  |
| ca. 1925                                 |           | M. Eouzan           |           |                                                                                                  |
| 1945                                     | mars 1965 | Jean-Louis Philippe | URD-PDP   | Cultivateur, membre de la Chambre d'agriculture Conseiller général de Châtelaudren (1928 → 1934) |
| mars 1965                                | mars 1989 | Yves Burel          |           | Cultivateur                                                                                      |
| mars 1989                                | mars 2001 | Claude Liberge      | SE        | Technicien de l'Équipement                                                                       |
| mars 2001                                | mars 2008 | Robert Gouédard     | DVD       | Ancien garagiste                                                                                 |
| mars 2008                                | En cours  | Denis Manac'h       | UMP-LR    | Agriculteur retraité                                                                             |

## Démographie
L'évolution du nombre d'habitants est connue à travers les recensements de la population effectués dans la commune depuis 1793. Pour les communes de moins de 10 000 habitants, une enquête de recensement portant sur toute la population est réalisée tous les cinq ans, les populations de référence des années intermédiaires étant quant à elles estimées par interpolation ou extrapolation. Pour la commune, le premier recensement exhaustif entrant dans le cadre du nouveau dispositif a été réalisé en 2008.

En 2022, la commune comptait 947 habitants, en évolution de +0,64 % par rapport à 2016 (Côtes-d'Armor : +1,78 %, France hors Mayotte : +2,11 %).
| 1793 | 1800 | 1806 | 1821 | 1831 | 1836 | 1841  | 1846  | 1851  |
| ---- | ---- | ---- | ---- | ---- | ---- | ----- | ----- | ----- |
| 762  | 731  | 838  | 790  | 940  | 952  | 1 144 | 1 239 | 1 211 |

| 1856  | 1861  | 1866  | 1872  | 1876  | 1881  | 1886  | 1891  | 1896  |
| ----- | ----- | ----- | ----- | ----- | ----- | ----- | ----- | ----- |
| 1 308 | 1 277 | 1 307 | 1 194 | 1 130 | 1 121 | 1 040 | 1 049 | 1 028 |

| 1901 | 1906 | 1911 | 1921 | 1926 | 1931 | 1936 | 1946 | 1954 |
| ---- | ---- | ---- | ---- | ---- | ---- | ---- | ---- | ---- |
| 935  | 938  | 930  | 804  | 770  | 760  | 710  | 647  | 654  |

| 1962 | 1968 | 1975 | 1982 | 1990 | 1999 | 2006 | 2008 | 2013 |
| ---- | ---- | ---- | ---- | ---- | ---- | ---- | ---- | ---- |
| 631  | 595  | 610  | 689  | 682  | 729  | 859  | 896  | 931  |

| 2018 | 2022 | - | - | - | - | - | - | - |
| ---- | ---- | - | - | - | - | - | - | - |
| 936  | 947  | - | - | - | - | - | - | - |

## Lieux et monuments
- Zooparc de Trégomeur, parc zoologique et végétal des Côtes-d'Armor, acquis par le Conseil général des Côtes-d'Armor en 2002 et ouvert au public le 28 avril 2007.
- Église Saint-Gildas du XVIIe siècle (voir aussi : Lutrin de l'église Saint-Gildas de Trégomeur).

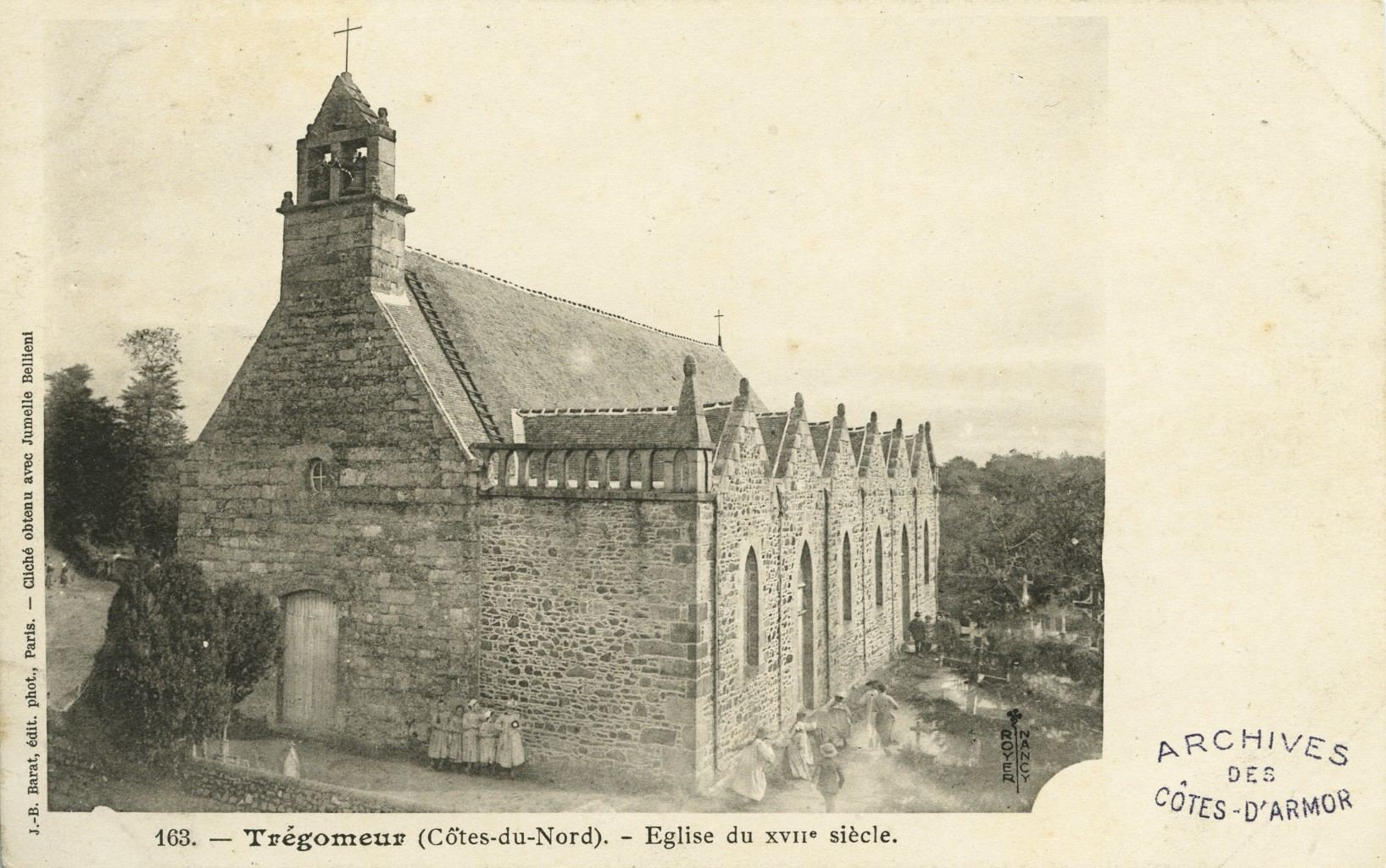
Église Saint-Gildas au début du XXe siècle
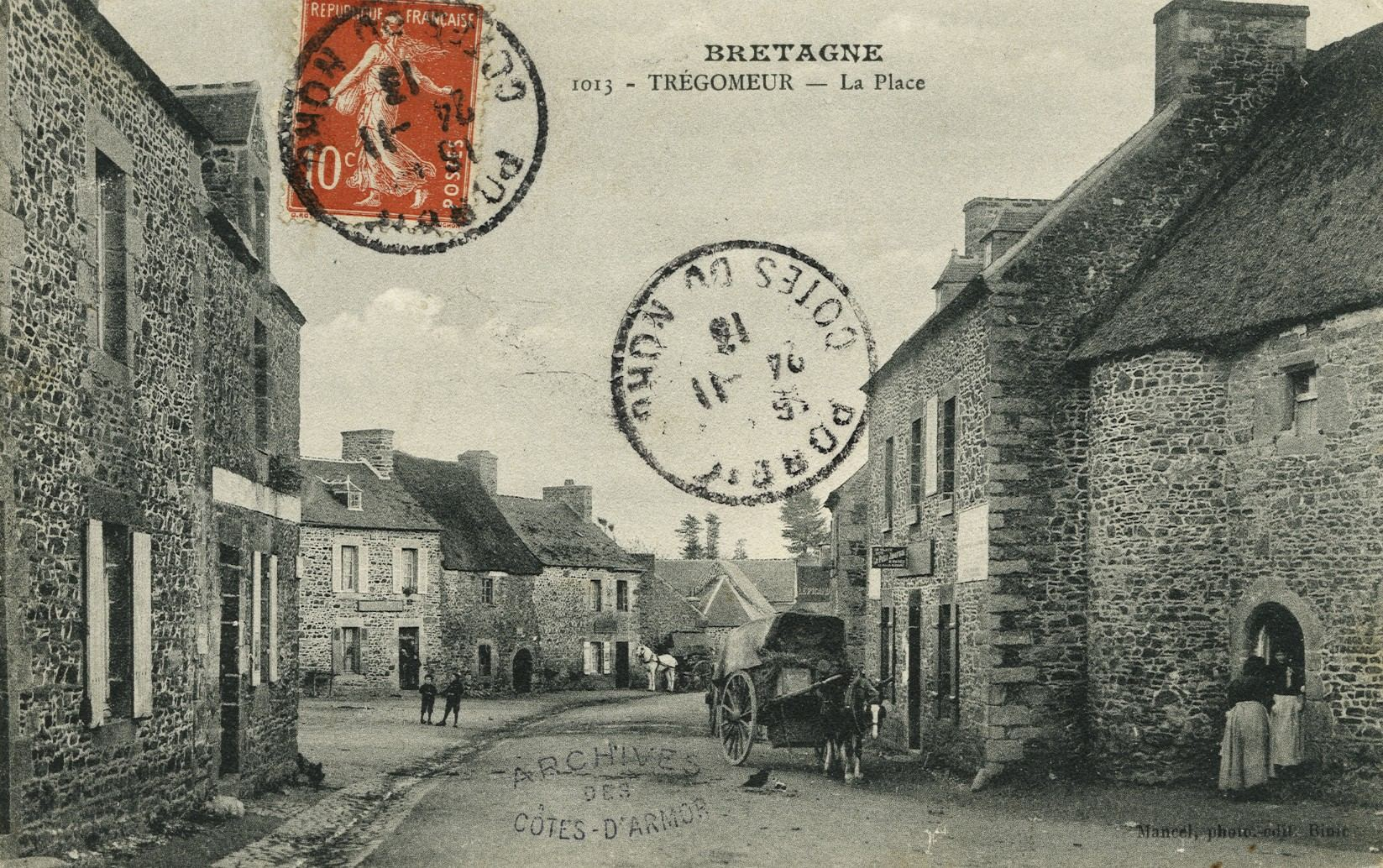
Bourg de Trégomeur au début du XXe siècle

## Personnalités liées à la commune
- Albert Dupontel, acteur et réalisateur, a passé une partie de son enfance dans cette commune d'où son père et son grand-père sont originaires[23].